# Controledienst voor de ziekenfondsen en de landsbonden van ziekenfondsen
De  Controledienst voor de ziekenfondsen en de landsbonden van ziekenfondsen (CDZ) is een Belgische instelling van openbaar nut die de ziekenfondsen erkent, controleert en evalueert en voor hen regels opstelt. Het heeft hiervoor een budget van een 6,5 miljoen euro. Het valt onder de Minister van Sociale Zaken.